# Lipprechterode
Lipprechterode település Németországban, azon belül Türingiában. Lakosainak száma 477 fő (2023. december 31.).

## Népesség
A település népességének változása:
| Lakosok száma | 529  | 509  | 509  | 489  | 484  | 477  |
|               | 2014 | 2017 | 2019 | 2021 | 2022 | 2023 |